# Friedrich Christoph Dahlmann

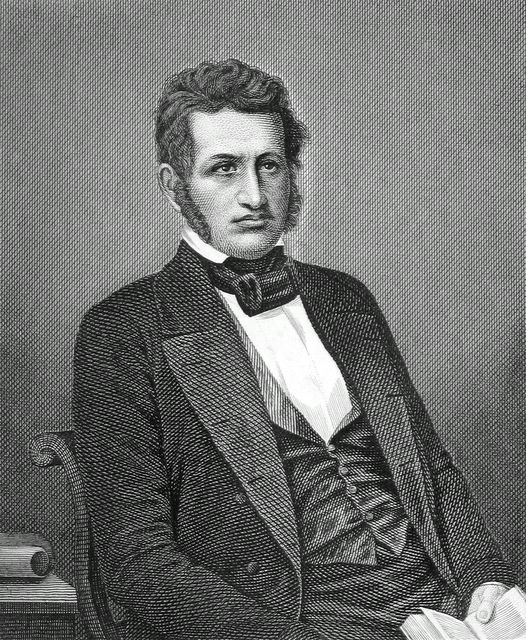
Friedrich Christoph Dahlmann

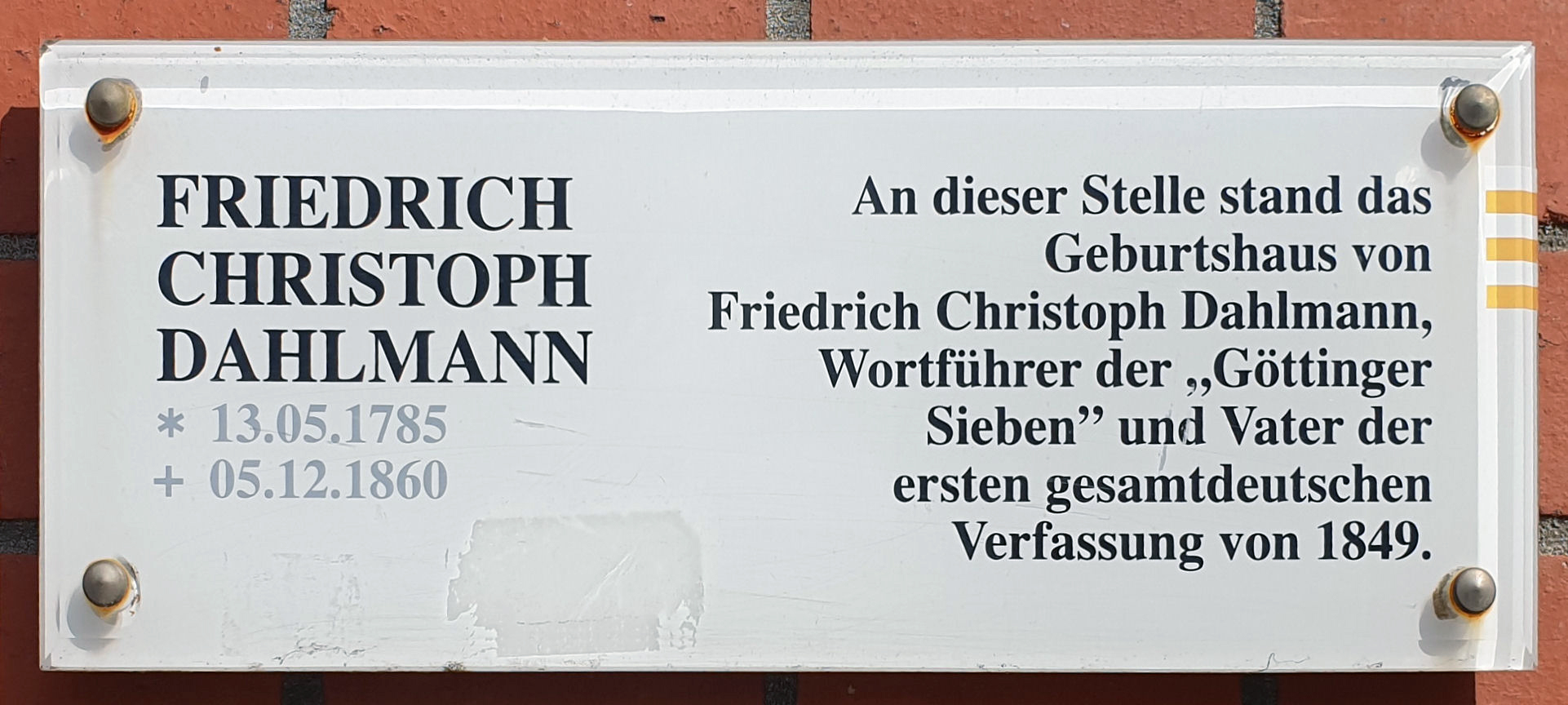
Gedenktafel in Wismar

Friedrich Christoph Dahlmann (* 13. Mai 1785 in Wismar; † 5. Dezember 1860 in Bonn) war ein deutscher Historiker, Staatswissenschaftler und Staatsmann. Bekannt wurde er 1837 als einer der „Göttinger Sieben“. Später gehörte er der Frankfurter Nationalversammlung von 1848/1849 an. Als Mitglied im Verfassungsausschuss war er auch Mitverfasser der Frankfurter Reichsverfassung von 1849.

## Ausbildung

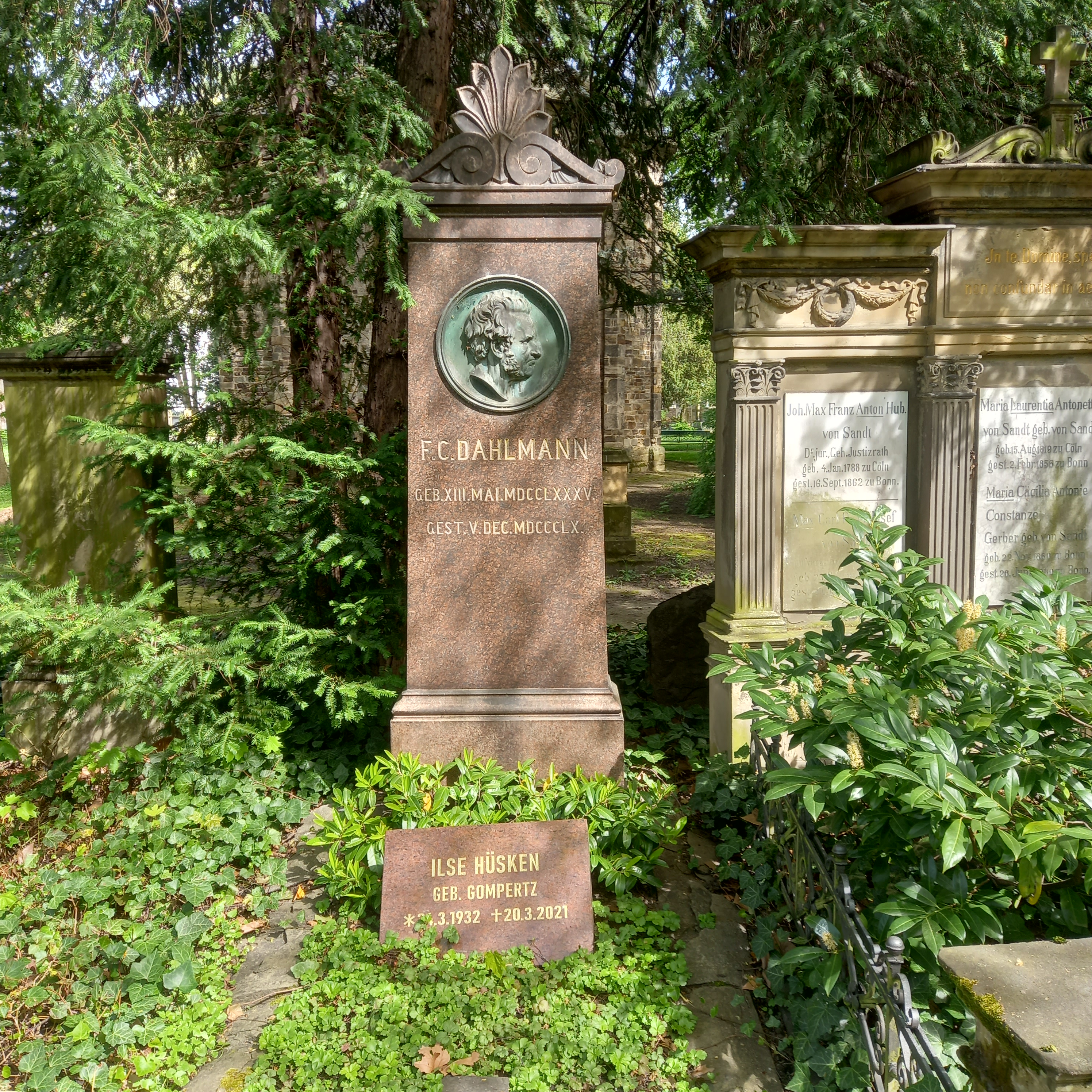
Das Grab von Friedrich Christoph Dahlmann auf dem Alten Friedhof in Bonn

Friedrich Dahlmann wurde am 13. Mai 1785 in der mecklenburgischen Hansestadt Wismar als Sohn des Bürgermeisters und Syndikus Johann Christian Ehrenfried Dahlmann (1739–1805) geboren. Wismar stand zum Zeitpunkt seiner Geburt unter schwedischer Herrschaft, weshalb Dahlmann schwedischer Untertan war. Er erhielt seine erste wissenschaftliche Ausbildung an der Großen Stadtschule Wismar. 1802 bezog er die Universität Kopenhagen, wo ein Bruder seiner Mutter sich seiner annahm. Vorwiegende Neigung führte ihn dem Studium der klassischen Philologie zu.
Da Dahlmann die Lehrer in Kopenhagen wenig geeignet befand, ihn zu fördern, entschloss er sich 1804, an die Universität Halle zu gehen, wo Friedrich August Wolf eine große Anziehungskraft auf ihn ausübte. Seine Studien wurden durch eigene Krankheit und den Tod seines Vaters, der nur dürftige Mittel hinterließ, unterbrochen, und er kam noch einmal nach Kopenhagen, aber nur um Privatstudien zu treiben, und hielt sich dann mehrere Jahre in Wismar auf. Anfang 1809 reiste er nach Dresden, da Adam Müller ihn eingeladen hatte, für die von ihm und Heinrich von Kleist herausgegebene Zeitschrift Phöbus zu schreiben. Als Dahlmann eintraf, war Phöbus gerade eingestellt worden. Doch entwickelte sich während seines Dresdener Aufenthaltes eine innige Freundschaft mit Kleist. Kleist schlug Dahlmann vor, nach Österreich zu wandern. Am 22. Mai 1809 erreichten sie Groß-Enzersdorf. Dort beobachteten sie das Schlachtgeschehen am zweiten Tag der Schlacht bei Aspern und besuchten drei Tage darauf das Schlachtfeld.

## Beruf und Politik bis 1848
In Wittenberg erwarb Dahlmann 1810 mit einer Abhandlung über Ottokar von Böhmen den philosophischen Doktorgrad; 1811 habilitierte er sich in Kopenhagen als Privatdozent der Philologie, erhielt 1812 den Auftrag, an der Universität Kiel geschichtliche Vorlesungen zu halten und wurde 1813 als außerordentlicher Professor daselbst angestellt. In der Festrede (Kiel 1815), die er bei der von der Universität veranstalteten Feier der Schlacht bei Waterloo hielt, mahnte er mit ernsten Worten zur Arbeit an der politischen Wiedergeburt Deutschlands. 1815–1821 war er an der Herausgabe der Kieler Blätter beteiligt.
Als Sekretär der schleswig-holsteinischen Ritterschaft trat Dahlmann mit Eifer und Entschiedenheit für deren Rechte ein und geriet hierdurch in eine oppositionelle Stellung zur dänischen Regierung. Er wurde nicht zum ordentlichen Professor befördert und nahm daher bereitwillig 1829 einen Ruf als Professor der deutschen Geschichte und der Staatswissenschaften nach Göttingen an. Dort widmete er sich mit großem Erfolg der Lehrtätigkeit, wurde aber wiederum in die Politik verwickelt, indem er, nach der sogenannten Göttinger Revolution (Januar 1831) als Deputierter der Universität an den Generalgouverneur Herzog von Cambridge abgesandt, dessen Vertrauen gewann, bei Feststellung der Verfassung zu Rate gezogen und von der Universität zu ihrem Vertreter in der Zweiten Kammer gewählt wurde.
Sowohl Dahlmanns Reden als auch seine Artikel in der „Hannöverschen Zeitung“ erregten durch ihren rücksichtslosen Freimut und ihr nach allen Seiten selbständiges Urteil vielfach Anstoß, und er fühlte sich mit seinen politischen Ansichten isoliert. Eine Frucht seiner damaligen praktischen und theoretischen Studien in der Politik war das Handbuch der Politik: Die Politik, auf den Grund und das Maaß der gegebenen Zustände zurückgeführt, von welchem nur der erste Band (Göttingen 1835; 3. Aufl., Berlin 1847) erschienen ist.
Dem Wirkungskreis, den sich Dahlmann in Göttingen geschaffen hatte, wurde durch den Verfassungsbruch König Ernst Augusts 1837 ein plötzliches Ende bereitet. Dahlmann verfasste den Entwurf einer Protestation, welche das Verfahren des Königs für einen Staatsstreich erklärte, der niemanden von dem an das Staatsgrundgesetz geleisteten Eid entbinden könne; sechs von Dahlmanns Kollegen unterschrieben diese Erklärung. Die Folge dessen war deren Absetzung und Ausweisung (vergleiche „Göttinger Sieben“). Dahlmann, der über die Verfassungsfrage noch das klassische Pamphlet Zur Verständigung schrieb, begab sich zunächst nach Leipzig, wo man ihm eine Stätte ruhigen Wirkens schaffen zu wollen schien, ein Plan, der aber an der Ängstlichkeit des Ministeriums scheiterte. Stattdessen ging er nach Jena, wo er seine vortreffliche, bis zur Reformation reichende Geschichte von Dänemark (3 Bände, Hamburg 1840–1843) schrieb.
Nach der Thronbesteigung Friedrich Wilhelms IV. wurde Dahlmann zum 1. November 1842 als Professor an die Universität Bonn berufen. Dort gewann er bald eine ausgedehnte Wirksamkeit. Seine Vorlesungen wurden die am besten besuchten in Bonn, er galt weithin als politische Autorität, und auch die Regierung holte in wichtigen Universitätsangelegenheiten seinen Rat ein. Unter den Vorlesungen, die er in Bonn hielt, ragten besonders die über die englische und französische Revolution durch ihre politische Bedeutung hervor; sie wurden bald auch gedruckt (Geschichte der englischen Revolution, Leipzig 1844; 6. Auflage 1864; Geschichte der französischen Revolution, Leipzig 1845; 3. Auflage 1864), fanden reißenden Absatz und bestimmten das politische Urteil der gebildeten Mittelklassen in Deutschland. An der Veranstaltung der Germanistenversammlungen, welche, in den Jahren 1846 und 1847 gehalten, die Bedeutung eines deutschen Vorparlaments hatten, nahm Dahlmann lebhaften Anteil.

## Revolution 1848/1849

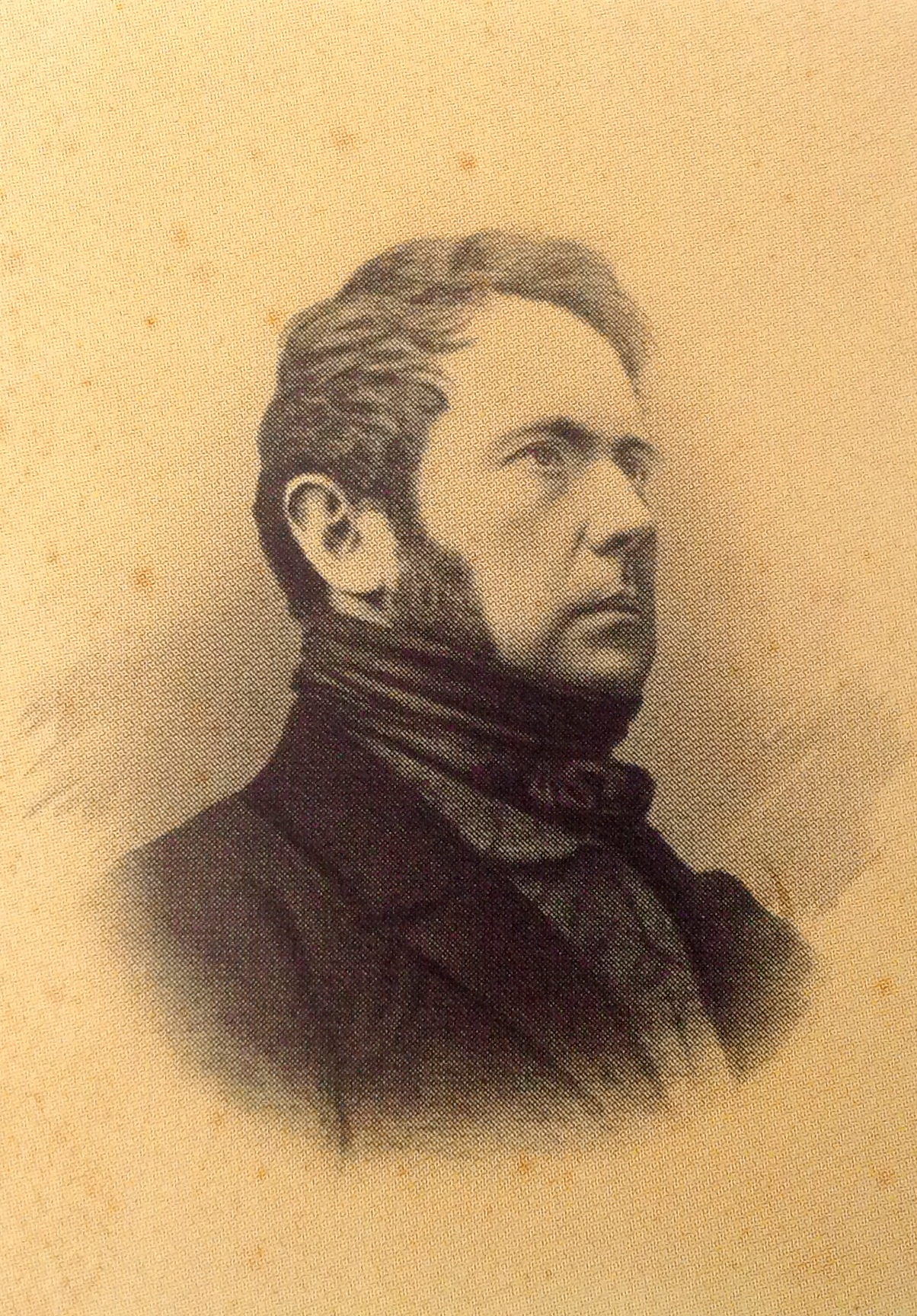
Dahlmann

Eine einflussreiche Rolle spielte Dahlmann in der liberal-nationalen Bewegung des Jahrs 1848. Gleich im Beginn derselben wurde er von dem neu ernannten Minister Graf Schwerin zur Teilnahme an den Beratungen über die preußische Verfassung aufgefordert, bald nachher als preußischer Vertrauensmann zum Bundestag nach Frankfurt am Main geschickt, darauf sogar zum eigentlichen Bundestagsgesandten ernannt, was er jedoch ablehnte, da er überzeugt war, in freierer Stellung mehr wirken zu können. Der Verfassungsentwurf der 17 Vertrauensmänner, in welchem der Einheitsgedanke zu so entschiedenem Ausdruck kam, ist hauptsächlich Dahlmanns Werk. Auch war er Referent des Verfassungsausschusses der Nationalversammlung. 1848 war er Mitglied und Vizepräsident des Vorparlaments.

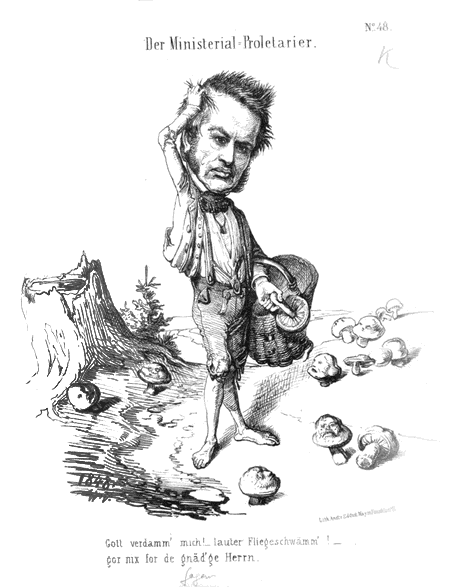
Karikatur Friedrich Christoph Dahlmanns von Wilhelm Völker auf seinen erfolglosen Versuch, eine Reichsregierung zu bilden

In der Frage der Hegemonie war er für die Einigung unter Preußens Führung mit Ausschluss Österreichs. Im September 1848 trug er in der Nationalversammlung zum Sturz des Gesamt-Reichsministeriums bei, da er den Malmöer Waffenstillstand ablehnte. Es gelang ihm aber nicht, eine neue Regierung zu bilden. Doch trat er 1849 noch entschieden für die Kaiserkrone für den preußischen König ein.
Zur Teilnahme am Gothaer Nachparlament und zur Unterstützung der preußischen Erfurter Union entschloss sich Dahlmann nur mit großer Selbstüberwindung: er war überzeugt, dass jener Weg nicht zum Ziel führen werde. Doch ließ er sich in das Erfurter Unionsparlament wählen und trat auch im Sommer 1850 in die preußische Erste Kammer ein, wo er den überstürzenden Restaurationsbestrebungen mutig, aber ohne Erfolg entgegentrat. Später zog er sich ganz aus dem politischen Leben zurück und widmete sich mit Eifer seinem Lehramt. Mehr und mehr vereinsamt, überließ er sich dem Gefühl bitterer Resignation und schöpfte erst seit der Wendung der Dinge in Preußen 1858 neuen Mut. Er starb 1860, sein Grab befindet sich auf dem Alten Friedhof in Bonn.

## Verfassungsfrage

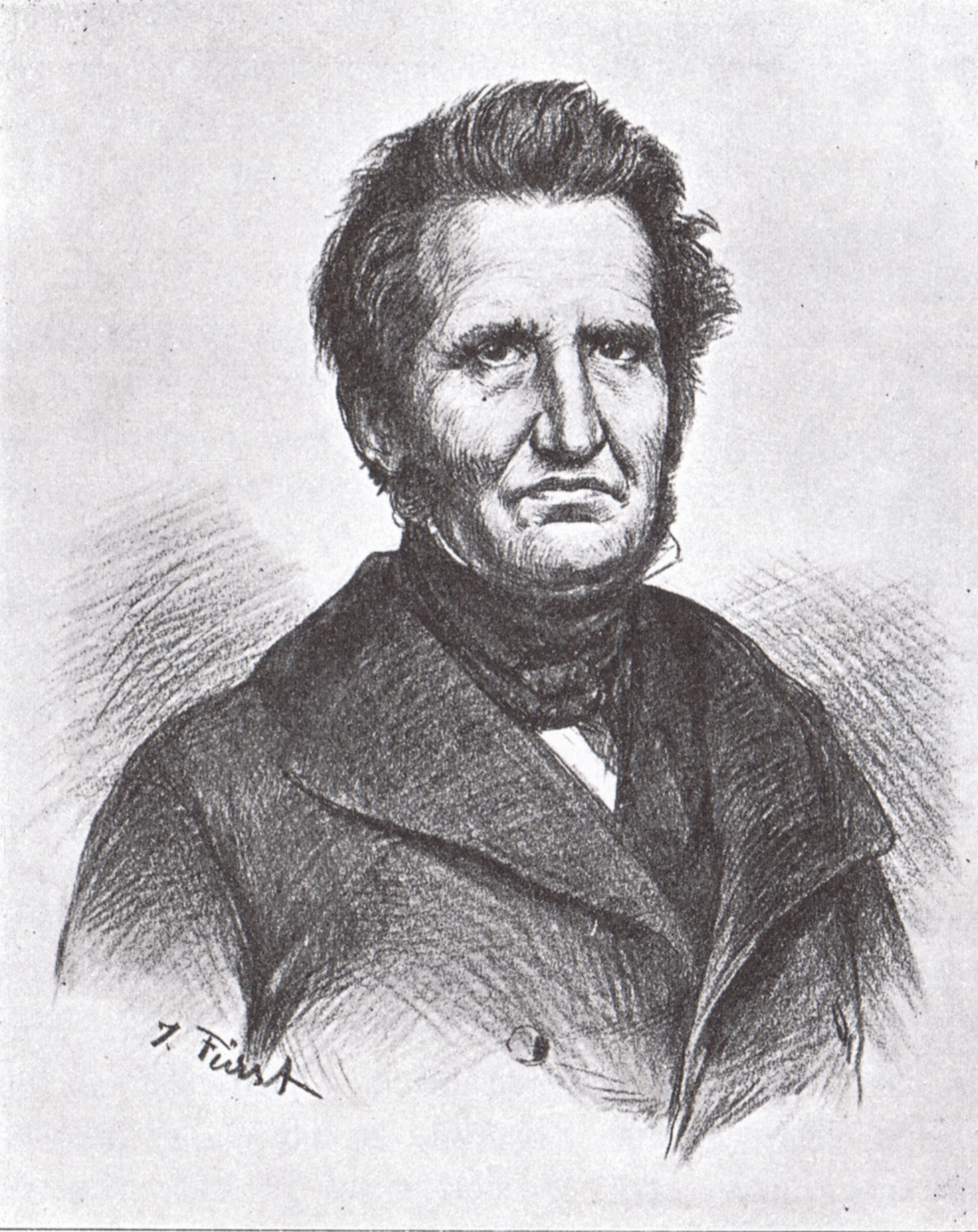
Friedrich Christoph Dahlmann

Dahlmann ist auch der Verfasser mehrerer wissenschaftlicher Schriften. Seinem aktiven politischen Leben entsprechend, berühren diese Schriften auch immer die Verfassungsfragen der Zeit. Bei Dahlmann kann dabei oft nur schwer zwischen rein historischen und politikwissenschaftlichen Arbeiten unterschieden werden. Die Geschichte galt Dahlmann als Quelle zur Lösung tagespolitischer Fragen. Davon sind beispielsweise seine Werke über die Revolutionen in Frankreich und England geprägt. Umgekehrt wird in den eher politisch-theoretischen Schriften oft auf Basis der Geschichte argumentiert.
Die bekanntesten theoretischen Schriften sind der Aufsatz „Ein Wort über Verfassung“, entstanden während Dahlmanns Kieler Zeit, sowie sein oben bereits erwähntes Hauptwerk „Die Politik, auf den Grund und das Maaß der gegebenen Zustände zurückgeführt“, entstanden während Dahlmanns Zeit als Professor in Göttingen. In beiden Schriften wird letztlich das evolutionär gewachsene englische Verfassungsmodell als das historisch zu den deutschen Verhältnissen passende herausgearbeitet. Gemeint ist für Dahlmann damit eine allein dem Monarchen verantwortlichen Regierung auf der einen Seite sowie einem Parlament auf der anderen Seite, das sich als Vertretungen des Adels und der Bürgerschaft in zwei Kammern aufteilt. Dass in Großbritannien bereits der Parlamentarismus politische Praxis war im Sinne einer von der Parlamentsmehrheit abhängigen Regierung, wurde dabei übersehen.
Die starke Ausrichtung auf historische Argumente und die damit einhergehende Ablehnung revolutionärer Umbrüche auf der Basis abstrakter Theorien (ein entsprechendes Negativ-Beispiel erkannte Dahlmann in Frankreich) ist wohl der Grund dafür, dass Dahlmann in der wissenschaftlichen Literatur rückblickend oft unterschiedlich eingeschätzt wurde. Zwar gilt er den meisten als „liberal“, daneben sind jedoch auch Einschätzungen wie „liberal-konservativ“ oder gar „konservativ“ zu finden.

## Familie

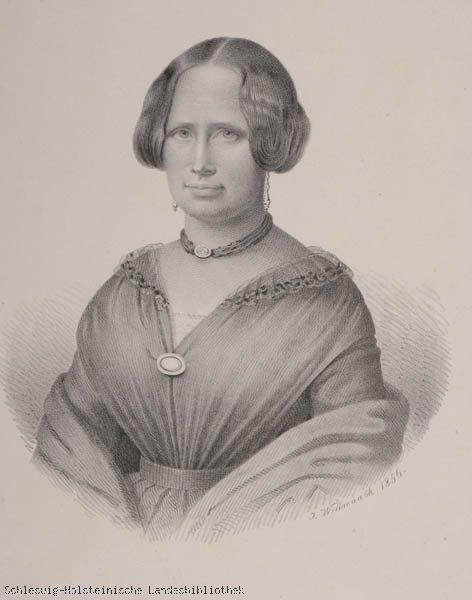
Louise Dahlmann geb. von Horn (* 28. April 1800 in Ottensen; † 9. Februar 1856 in Bonn)

Dahlmann war zweimal verheiratet. Seine erste Frau war Julie Hegewisch (1795–1826). Er hatte sie 1817 in Kiel geheiratet; sie war die Tochter des Kieler Professors Dietrich Hermann Hegewisch (1746–1812). Das Paar hatte drei Söhne und eine Tochter. Die Tochter Dorothea (1822–1847) heiratete den Tübinger Professor August Ludwig Reyscher (1802–1880). Sein Sohn Hermann (1821–1894) wurde Landgerichtsdirektor in Marburg; die anderen Kinder starben jung.
Seine zweite Frau wurde 1829 in Kiel Luise von Horn (1800–1856). Sie war die Tochter des dänischen Oberstleutnants Friedrich Bogislaw von Horn und der Sophie Georgine Luise von Warnstedt sowie Enkelin des preußischen Generalmajors Friedrich Magnus von Horn.

## Ehrungen
- Die Dahlmannstraße in Wismar wurde nach ihm benannt.
- In u. a. Berlin-Charlottenburg, Bonn, Duisburg, Frankfurt am Main, Göttingen und Kiel wurden Straßen nach ihm benannt.
- Die Dahlmannschule in Bad Segeberg wurde nach ihm benannt.

## Werke (Auswahl)
- Urkundliche Darstellung des dem Schleswig-Holsteinischen Landtage, Kraft der Landes-Grundverfassung zustehenden anerkannten Steuerbewilligungsrechtes, Kiel 1819 (Digitalisat).
- Forschungen aus dem Gebiet der Geschichte (Band 1, Altona 1821; Band 2: Herodot, 1824) – Scans Band 2 im Internet Archive.
- Johann Adolfi's, genannt Neocorus, Chronik des Landes Dithmarschen. Aus der Urschrift herausgegeben. 2 Bände, Kiel 1827. Band 1, Band 2.
- Quellenkunde der deutschen Geschichte, für eigene Vorträge der deutschen Geschichte geordnet, Göttingen 1830; 5. Auflage, hrsg. von Waitz, Göttingen 1883.
- Die Politik, auf den Grund und das Maaß der gegebenen Zustände zurückgeführt, Göttingen 1835 (Digitalisat und Volltext im Deutschen Textarchiv), Leipzig 1847.
- Geschichte von Dännemark, Hamburg 1843 – Scans im Internet Archive.
- Erster Vortrag an der rheinischen Hochschule. 28. November 1824, Bonn 1842.
- Geschichte der englischen Revolution, Leipzig 1844.
- Geschichte der französischen Revolution bis auf die Stiftung der Republik, Leipzig 1845 – Scans im Internet Archive – Digitalisat und Volltext im Deutschen Textarchiv.
- Zwei Revolutionen, Leipzig 1853 – Scans im Internet Archive.
- Geschichte Dithmarschens. Nach F. C. Dahlmanns Vorlesungen im Winter 1826, hrsg., am Schluß ergänzt und mit Excursen begleitet von Wilhelm Heinrich Kolster, Leipzig 1873.
- Kleine Reden und Schriften, hrsg. von Conrad Varrentrapp, Stuttgart 1886.